# 近衛忠熙
近衛忠熙（日语：／ Konoe Tadahiro，1808年9月4日—1898年3月18日，文化五年七月十四－明治三十一年三月十八日），号翠山，是江戶時代末期（幕末）的公卿、公武合體派代表，也是藤原北家五攝關家的笔头近衛家當主。

## 生涯
近衛忠熙在文化五年（1808年）出生，父母是近衛基前及德川琴姬（水戶藩藩主德川治紀之女），文化十三年（1816年）二月元服與叙位。次年升叙从三位，并任权中纳言兼左近卫权中将，成为公卿，文政四年任內大臣，到天保五年（1834年）六月昇敘從一位，弘化四年（1847年）六月轉任右大臣。安政3年（1856年），天璋院以他養女之身分，改名藤原敬子，於同年11月作為13代將軍德川家定的御台所進入大奧。（安政四年、1857年）近衛忠熙又升任左大臣，同年受安政大獄牽連處罰被迫在翌年（1859年）五月辭官出家。
文久二年（1862年）近衛忠熙回歸朝廷，接替九條尚忠成為關白内览，次年辭職。明治维新后迁都东京，但他仍然留在京都教养孙儿近卫篤麿，后在明治天皇请求下移居东京。明治三十一年（1898年）逝世，享年91歲。死后六年的明治三十七年（1904年）3月17日，朝廷追贈他正一位，他也是日本史上（至2015年）最后一个去世的正一位。（生前最後一個得到正一位的是末代太政大臣三条实美，而最后一个被追授正一位的是织田信长，时间在他死后三百多年的1917年）。
| 王位覬覦者      | 王位覬覦者                              | 王位覬覦者          |
| --------------- | --------------------------------------- | ------------------- |
| 前任： 近衛基前 | 近衛家當主 1820年5月30日－1898年3月18日 | 繼任： 近衛忠房     |
| 前任： 九條尚忠 | 藤氏長者 1862年7月19日－1863年3月12日   | 繼任： 鷹司輔熙     |
| 官衔            |                                         |                     |
| 前任： 廣幡經豐 | 內大臣 1824年7月24日－1847年7月26日     | 繼任： 花山院家厚   |
| 前任： 九條尚忠 | 右大臣 1847年7月26日－1857年1月29日     | 繼任： 大炊御門經久 |
| 前任： 九條尚忠 | 左大臣 1857年1月29日－1859年4月30日     | 繼任： 一條忠香     |
| 前任： 九條尚忠 | 關白 1862年7月19日－1863年3月12日       | 繼任： 鷹司輔熙     |
| 军职            |                                         |                     |
| 前任： 九條尚忠 | 左大將 1824年6月3日－1834年10月24日     | 繼任： 鷹司輔熙     |